# Glämsjön
Glämsjön är en sjö i Malung-Sälens kommun i Dalarna och ingår i Göta älvs huvudavrinningsområde. Sjön har en area på 2,71 kvadratkilometer och ligger 376,1 meter över havet. Sjön avvattnas av vattendraget Årosälven (Uvan). Vid provfiske har bland annat abborre, gädda, lake och mört fångats i sjön.

## Delavrinningsområde
Glämsjön ingår i det delavrinningsområde (672308-138067) som SMHI kallar för Utloppet av Glämsjön. Medelhöjden är 405 meter över havet och ytan är 16,01 kvadratkilometer. Räknas de 2 avrinningsområdena uppströms in blir den ackumulerade arean 28,25 kvadratkilometer. Årosälven (Uvan) som avvattnar avrinningsområdet har biflödesordning 2, vilket innebär att vattnet flödar genom totalt 2 vattendrag innan det når havet efter 424 kilometer. Avrinningsområdet består mestadels av skog (60 procent) och sankmarker (18 procent). Avrinningsområdet har 2,71 kvadratkilometer vattenytor vilket ger det en sjöprocent på 16,9 procent.

## Fisk
Vid provfiske har följande fisk fångats i sjön:
- Abborre
- Gädda
- Lake
- Mört
- Sik
- Siklöja